# Peer Mascini
Petrus Johannes Maria (Peer) Mascini (Heemstede, 23 maart 1941 – Amsterdam, 15 mei 2019) was een Nederlands acteur.
Mascini speelde in meerdere Nederlandse films. Ook was hij verbonden aan de theatergroep Hauser Orkater. Daarnaast verwierf hij bekendheid met reclamespotjes op radio en televisie voor een melkfabriek.

Mascini woonde in Amsterdam en overleed daar na een kort ziekbed op 78-jarige leeftijd. Hij werd begraven op Zorgvlied.

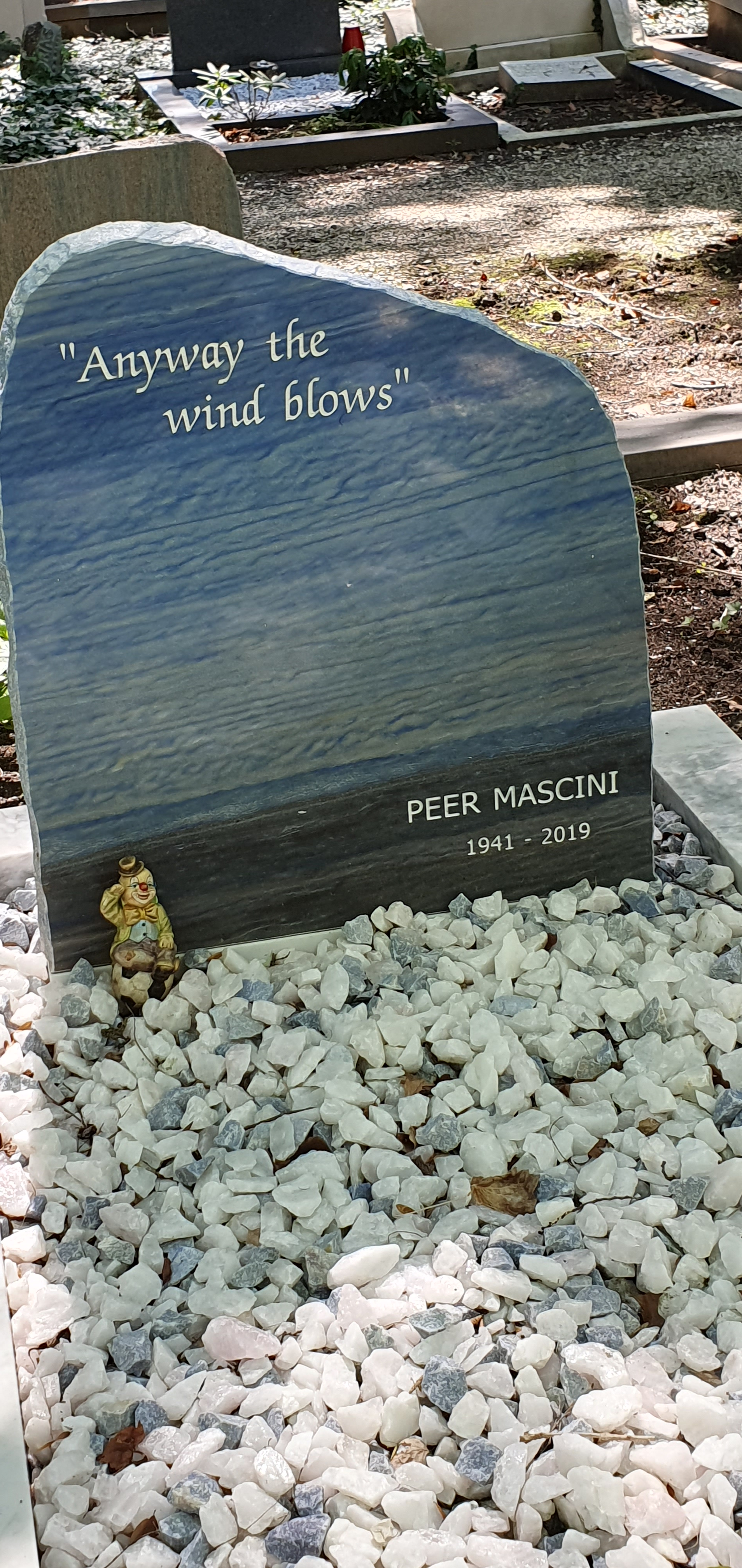
Het graf van Peer Mascini

## Filmografie
Filmografie van Peer Mascini:
- De Club van Lelijke Kinderen (2019) - Meneer Kortekaas
- Familieweekend (2016) - Pastoor
- Alleen maar nette mensen (2012) - Columnist
- De president (2011) - Butler
- Mijn vader is een detective: Het geheimzinnige forteiland (2009) - Preparateur
- Het Schnitzelparadijs, televisieserie (2008) - Bob
- Crazy 88, televisieserie (2008)
- Blind Date (2007) - Gast aan de bar (en scenario)
- Moordwijven (2007) - Jan-Hein
- SEXtet (2007) - Dokter
- Schoffies (2006) Documentaire Voice-over
- Het woeden der gehele wereld (2006) - Dominee Meewers
- Masterclass (2005) - Peer
- Costa!, televisieserie - Wim (Afl. Zon, zee, sex en m'n opa, 2005)
- Allerzielen (2005) - Boer (segment 'Betsy')
- Flirt (2005) - Lex' vader
- 06/05 (2004) - Buurman
- Pietje Bell II: De jacht op de tsarenkroon (2003) - Hoofdmeester
- Egofixe (2003) - Arnoud Kneypp
- 'n stukje humor (2002) - Professor Ewald
- Down (2001) - Geile verkoper
- Rent a Friend (2000) - Smulders
- No Trains No Plains (1999) - Benny
- Jezus is een Palestijn (1999) - Vader
- Wij Alexander, televisieserie - Quarles van Ufford (afl. 5, 1998)
- Het 14e kippetje (1998) - Mr. Moorman
- Dr. Sabelhout, televisieserie - Dr. Sabelhout (1998)
- Au! (1997) - Dokter Bo
- De zeemeerman (1996) - Dr. Van Rhijn
- Blind Date (1996) - Pom
- De biechtstoel, televisiefilm (1996) - Rol onbekend
- Filmpje! (1995) - Joop Rooster
- Vraag 't aan Dolly, televisieserie - Rol onbekend (Afl., Kunst, 1995)
- Coverstory, televisieserie - Joop van Dinteren (Afl. 2.2, 1995)
- Ik ga naar Tahiti (1992) - Sandberg
- Hotel Amor, televisieserie - Oom Norbert (1991-1992)
- Oh Boy! (1991) - Regisseur
- De finales (1990) - Scheidsrechter
- Zwerfsters (1989) - Leo
- Hersenschimmen (1988) - Karl Simic
- Abel (1986) - Regisseur
- De lift (1983) - Professor
- De smaak van water (1982) - Begeleider
- Zwaarmoedige verhalen voor bij de centrale verwarming (1975) - Nozem die in snackbar oude man pest en mishandelt.

## Prijs
In 1996 kreeg Mascini een Gouden Kalf voor zijn rol in de film Blind Date.

## Reclame
Naast zijn film- en televisiewerk speelde Mascini in reclamespotjes voor de Melkunie. Het merk fuseerde in 2000 met Campina waarna het merk verdween. In 2012 keerde Melkunie weer terug als merk van Arla Foods en waren er nieuwe spotjes te zien met Mascini.
In 1997 kreeg Mascini een Gouden Loeki voor het Melkunie-reclamespotje "Nog zo gezegd: geen bommetje!".